# Jüri Lina
Jüri Lina, född den 13 oktober 1949 i Tartu, Estniska SSR, Sovjetunionen, är en svensk författare och filmmakare. Lina har skrivit ett stort antal böcker om olika kontroversiella teman, bland annat kommunismen, ufon, frimurarna, parapsykologi, film och räntekritik.

## Biografi
Lina bodde i Estland till 1979, då han emigrerade till Sverige efter upprepade konflikter med KGB. I det av Sovjetunionen tillhöriga Estland ansågs han som en landsförrädare och 1985 anklagades han för högförräderi i sin frånvaro i samband med utgivningen av två böcker - Sovjet hotar Sverige och självbiografin Öised Päevad (Nattliga dagar). I slutet av 1980-talet grundade Lina tillsammans med Christopher Jolin den så kallade Svenska föreningen för samhällsforskning, ett förlag vars skrifter bland annat marknadsfördes av Sverigedemokraterna under 1990-talet. 1995 blev han medlem av Publicistklubben.
Lina har också skrivit en esoterisk roman med titeln Borta i Karthago (2006). Hans självbiografi Nattliga dagar (1983) har utgivits i flera upplagor. Jüri Linas böcker har blivit översatta till engelska, estniska, lettiska, rumänska, japanska och spanska.

## Kritik
Jüri Lina betecknas av bland andra stiftelsen Expo och Forum för levande historia i sitt teoribygge som antisemitisk. Detta då han bland annat hävdar att det är sionister som ligger bakom kommunismen samt att det finns en global judisk konspiration. Om Förintelsen har han skrivit att "allt fler har börjat tvivla på den hysteriska förintelsepropagandan. Gaskammarlögnerna kommer förr eller senare att hamna på historiens sophög." Kritiken har flera gånger lett till att hans föreläsningar stoppats av lokaluthyrarna. Jüri Lina själv anser att kritiken mot honom är en del av en välorganiserad kommunistisk kampanj.

## Böcker

### Svenska
- Sovjet hotar Sverige (1983, 1984)
- UFO-forskning i Sovjetunionen (1984)
- Kommunisternas heliga krig : Om internationella röda hjälpen, dess taktik och historia (1986)
- Bakom Gorbatjovs kulisser (1987)
- UFO-gåtan fördjupas (1992)
- Under skorpionens tecken : Sovjetmaktens uppkomst och fall (1994, 1999, 2013, 2020)
- Sovjetiskt inflytande i Sverige : Om Sveriges väg utför (1997)
- Världsbyggarnas bedrägeri : frimurarnas dolda historia (2001, 2007, 2017, 2021)
- Sovjetrepubliken Absurdistan : En socialistisk katastrof i Sverige (2022)

### Engelska
- Under the Sign of the Scorpion (1998, 2002, 2014)
- Architects of Deception (2004)

### Spanska
- Bajo el Signo del Escorpión (2016)

### Franska
- Sous de signe du Scorpion (2016)

### Estniska
- Öised päevad: olumärkmeid Eestist, Nõukogude Liidust ja mujaltki (1983, 3. uppl. 2005)
- Mida Eesti ajakirjandus pelgab? (1996) – Vad är den estniska pressen rädd för?
- Skorpioni märgi all : Nõukogude võimu tõus ja langus (1996, 1998, 2003, 2017) – Under skorpionens tecken
- Mõistatuslikkuse kütkeis
- Filmikunsti väljenduslikkusest : filmikujundi struktuurist ja dünaamikast (1998)
- Varjatud tervisevalem (1999, 2009, 2011, 2015, 2016)
- Maailmaehitajate pettus (2003, 2003, 2020)
- Eemaldumine Kartaagosse : esoteeriline romaan (2006)
- Rokiajastu resonantsid (2018)

### Lettiska
- Zem Skorpiona zimes: padomju varas triumfs un agonija, Valmiera (2005)

### Ryska
- Под знаком скорпиона (2016) – Under skorpionens tecken

### Rumänska
- Arhitectii incelaciunii (2014)

Enligt Kungliga Biblioteket och Jüri Lina

## Filmer
| - Sula-aasta Om protesterna mot kommunismen i Estland (1989) - Ljusbringarna: Jahbulons Emissarier (The Lightbringers: The Emissaries of Jahbulon) (2005) - Resan till Thailand (2006) - Den nostalgiske Andrej Tarkovskij (2008) - I skuggan av Hermes: Kommunismens hemligheter (2009) - Den omättliga Ouroboros: Frimurarnas lömska taktik (2011) - KRAFTMÄTNINGEN: Frimurarnas fällor (2012) - I MELODIERNAS FÖRTROLLNING: Toivo Kurmets musikaliska arv (2013) - Januseffekten: Baals slavar (2015) - Illusionernas labyrint (2016) - Den förfalskade världen (2018) - Sprickor i fasaden (2019) |

## Musik
Jüri Lina har även släppt fem album med den estniske kompositören Toivo Kurmet.
| - Tund aega Virmalistega (2004) - Tagasivaade (2006) - Medkänslans Dimensioner (The Dimensions of Compassion) (2004) - The Visions (2006) - In the Flow of Music (2008) |

## Övrigt
Tillsammans med Maie Vinter har han sammansatt "Estnisk-svensk ordbok" (utkommer hösten 2014).
Han har också läst in fyra sagoskivor för barn.